# イオンモール日吉津
イオンモール日吉津（イオンモールひえづ）は、鳥取県西伯郡日吉津村に立地するショッピングセンター。通称「イオン日吉津」。

## 概要

### ジャスコ日吉津ショッピングセンターの開業とその影響
「ジャスコ日吉津ショッピングセンター」が1999年（平成11年）3月24日に開業したのが始まりである。
開業時には店舗面積約27,410m2のイーストコートと店舗面積約3,463m2のウェストコートの合計で店舗面積約29,205m2となっており、両館は分かれていることから法律上は別のショッピングセンターとして扱われていた。
（鳥取県道262号日吉津伯耆大山停車場線を挟む形で東館と西館が位置しており、横断歩道で渡る形であった。）
開業時のウェストコートは「ジョイプレックス」と名付けられており、シネマコンプレックス・MOVIX日吉津（2階・6スクリーン）やゲームセンターなどが入居していた。
当時は山陰地方では最大のショッピングセンターであり、開業による衰退への危機感を持った米子市の中心市街地にある商店街では有志が集まって休憩所・観光案内所「笑い庵」を開設するなどコミュニティを軸にした街の再生への取り組みを始めるきっかけとなった。
そうした努力などもあり、開業から数か月後には当ショッピングセンターへ流れていた消費者の一部が米子市の中心商店街などに戻ったとされている。

### 増床してイオン日吉津ショッピングセンターに
2007年（平成19年）10月に同じイオングループの「イオン鳥取北ショッピングセンター」（現・イオンモール鳥取北）が店舗面積約32,200m2で開業したために県内最大ではなくなったが、同月31日に約1.3倍に増床して店舗面積約36,589m2へ増床する申請を提出し、山陰地方で最大規模の商業施設を目指すことになった。
ところが、増床計画に対して米子商工会議所は強く反発し、鳥取県に対して「慎重な判断」を要望したが開発行為を県が認可した。
こうした経緯を経て増床が行われ、2008年（平成20年）10月24日に「イオン日吉津ショッピングセンター」として新装開業した。
この増床の際には核店舗の「ジャスコ日吉津店」食品売場が同年9月26日に先行して新装開業している。
なお、この増床は西側部分を中心に行われ、「専門店館」が新設されて入居する専門店の数は約130店と約2倍になった。
これによって集客力を向上させて商圏人口を増床前の約27万人から約37万人に増加させ、売上高も約1.5倍に増加させることを目指した。

### イオングループの再編に伴う名称や運営会社の変更
2011年（平成23年）から進められたイオンの大型ショッピングセンターの名称の「イオンモール」への統一に伴い、同年11月21日に「イオン日吉津ショッピングセンター」から「イオンモール日吉津」へ名称が変更された。村に「イオンモール」が出来るのは初めてのことである。
2013年（平成25年）11月からイオンリテールの運営していた大型ショッピングセンターをイオンモールの運営に委託することになったことに伴い、同社の管理運営に移行した。
また、核店舗の「ジャスコ日吉津店」は、2011年（平成23年）3月1日にイオングループの総合スーパーをイオンに店名統一することに伴って「イオン」に改称することになった。

## 中海・宍道湖圏域での競合
当ショッピングセンターの増床直前の2008年（平成20年）6月21日にゆめタウン出雲が開業したほか、同年9月27日に松江市の「松江サティ」（現・イオン松江ショッピングセンター）が増床して競合が激化した。
また、競合する米子市には、中心市街地にはやよいデパートや米子高島屋（四日市町商店街の北側）があり、商店街を合わせるとショッピングセンターと類似した大型店と専門店が集まる形となっている。
さらに、米子市の中心市街地の商店街に近い市街地内には、米子高島屋から約1kmにある米子しんまち天満屋や米子駅の南西側にあるイオン米子駅前店（旧・米子駅前サティ）もあり、これらも競合する形となっている。

## 主なテナント

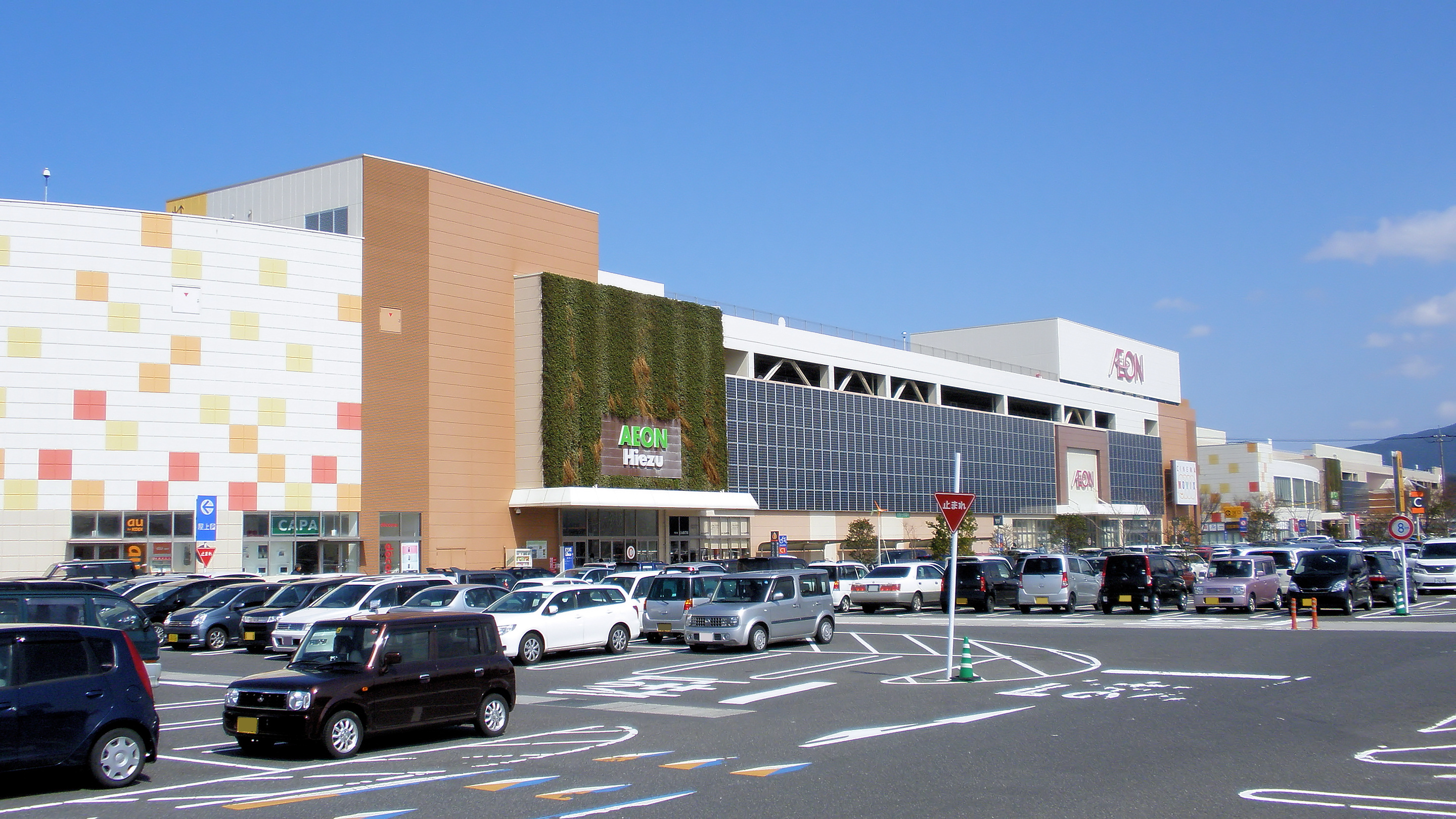
西館（MOVIX日吉津、専門店）

増床後は、核店舗のイオン（旧ジャスコ）日吉津店を核店舗として約130店が入居している。
シネマコンプレックス・MOVIX日吉津（2階・6スクリーン）やゲームセンターなどが入居している。
出店テナント全店の一覧・詳細情報は公式サイト「ショップリスト」を、営業時間およびATMを設置する金融機関の詳細は公式サイト「インフォメーション」を参照。
- イオン:店舗面積約16,000m2[1]
- ひえづ物産:店舗面積約560m2[1]
- チヨダ[1]
- グッドウィル[1]
- 献血ルームひえづ

2009年（平成21年）10月1日に鳥取県初の商業施設内の献血窓口として開設。
献血者数は年間約6,500-約7,000人で鳥取県内の約27%-約28%を占めている。
毎週火曜日、木曜日、土曜日、日曜日の他、毎月20日と30日に献血を行っている。

### イオン日吉津店
核店舗で、店舗面積は約16,000m2。
「ジャスコ日吉津店」として営業していたが、2011年（平成23年）3月1日にイオングループの総合スーパーをイオンに店名統一することに伴って「イオン」に改称することになった。
2007年（平成19年）9月20日に有毒部位を除去していない「シロサバフグ」を3パック誤って販売し、うち2パックが回収できない問題が発生した。

### MOVIX日吉津
松竹マルチプレックスシアターズ株式会社が運営するシネマコンプレックス（映画館）。
1999年（平成11年）4月17日に鳥取県初のシネコンとしてオープン。6スクリーン・1,306席。
3D上映にも対応。
近隣の米子市を舞台とした映画「銀色の雨」は、2009年（平成21年）10月31日の地域先行上映から約2カ月後の同年12月29日までの間に、当館だけで同年の5位となる約6,800人の観客を集め、2010年（平成22年）1月15日まで上映を延長するロングランとなった。
| シアター | 定員（座席数） |
| -------- | -------------- |
| 1        | 310            |
| 2        | 259            |
| 3        | 273            |
| 4        | 236            |
| 5        | 114            |
| 6        | 114            |

## その他設備
- 電気自動車急速充電器・普通充電器(各1台ずつ)[20]

## 交通

### 道路
- 山陰自動車道 米子東インターチェンジ、北西約2.6km
- 米子自動車道 米子インターチェンジ、北西約2.6km
- 国道9号・国道431号 二本木交差点、北西約500m
- 国道431号・鳥取県道262号日吉津伯耆大山停車場線日吉津東交差点、北約100m

### バス
当モールでは、東館の東側（食品入口の横）・西館の北側（レストラン側入口）の2箇所で施設内に乗り入れる形でバス停留所（停留所名はそれぞれ「イオン東館」「イオン西館」）が設置されており、日本交通・日ノ丸自動車の路線バス（労災病院・皆生温泉経由米子駅方面、伯耆大山駅・米子医療センター経由米子駅方面は東館・西館の2箇所、今津経由下市入口方面は東館のみ。）および米子市淀江町巡回バス「どんぐりコロコロ」（東館のみ。淀江駅・米子市淀江町内方面）が発着する。運転本数は決して多くないものの、公共交通機関による交通アクセスにも一定の考慮がされている。路線バスの運行時刻は公式サイト「アクセス」を、「どんぐりコロコロ」の運行時刻は米子市公式サイト「路線図・便別ルート図・時刻表 (PDF) 」を参照。
なお、最寄駅は伯耆大山駅（約2.3km）で、長らく同駅からのバス路線はなかったが、2018年10月1日に日本交通・日ノ丸自動車の路線バス（市町村間循環「まいにちループ」）が新設された。

## 周辺施設
- 日吉津村役場
- 日吉津郵便局 - 西館の北隣にある。
- ケーズデンキ日吉津店